# 钽酸钕
钽酸钕是一种无机化合物，化学式为NdTaO4。它可由氧化钕和五氧化二钽在1200 °C反应制得。它和五氯化钽和氯气的混合物在高温反应，可以得到Nd2Ta2O7Cl2。它在高温下氨解，可以得到Nd-Ta的氧氮化物。

## 拓展阅读
- Patrick N. Walsh, Harold W. Goldstein, David White. . Journal of the American Ceramic Society. 1960-05, 43 (5): 229–233  [2021-06-06]. ISSN 0002-7820. doi:10.1111/j.1151-2916.1960.tb14589.x （英语）.